# (49673) 1999 RA215
(49673) 1999 RA215 est un objet transneptunien faisant partie des cubewanos.

## Caractéristiques
1999 RA215 mesure environ 130 km de diamètre.

## Orbite
L'orbite de 1999 RA215 possède un demi-grand axe de 43,332 ua et une période orbitale d'environ 285 ans. Son périhélie l'amène à 38,601 ua du Soleil et son aphélie l'en éloigne de 48,063 ua. Il s'agit d'un cubewano.

## Découverte
1999 RA215 a été découvert le 13 septembre 1999.